# Coupe de France masculine de handball 2022-2023
Navigation
Coupe de France 2021-2022 Coupe de France 2023-2024
La Coupe de France masculine de handball 2022-2023 est la 40e édition de la compétition. La Coupe de France dite « nationale » oppose uniquement les clubs professionnels de 1re et 2e divisions. Les autres équipes peuvent participer aux Coupes de France dites « régionale » ou « départementale »
La compétition est remportée pour la deuxième fois par le HBC Nantes, vainqueur en finale du Montpellier Handball, ce dernier ayant écarté en demi-finale le tenant du titre, le Paris Saint-Germain.

## Présentation

### Déroulement de la compétition
Contrairement aux saisons précédentes qui voyaient les clubs de Starligue (D1) (notamment les clubs européens) entrer progressivement jusqu'au stade des quarts de finale, tous les clubs rentrent dès les seizièmes de finale et la compétition se déroule selon un format simple d'élimination directe. En seizièmes de finale, les clubs de Proligue (D2) ont l'avantage de jouer leur match à domicile s'ils sont opposés.

### Déroulement des rencontres
Un match se déroule en deux mi-temps de 30 minutes entrecoupées d'un temps de repos de 15 minutes. En cas d’égalité à la fin du temps réglementaire on effectue une épreuve des tirs au but. Les équipes peuvent inscrire jusqu'à 14 joueurs sur la feuille de match.

## Résultats

### Seizièmes de finale
Le tirage au sort a eu lieu le 21 juin 2022. Les résultats sont (sauf mention contraire, les clubs de Proligue jouent à domicile et ceux de Starligue se déplacent) :
| Date                     | Club recevant              | Score   | Club visiteur         |
| ------------------------ | -------------------------- | ------- | --------------------- |
| 6 septembre 2022, 20h00  | C' Chartres MHB (D1)       | 38 – 33 | Massy Essonne HB (D2) |
| 6 septembre 2022, 20h00  | Bordeaux Bruges Lormont    | 30 – 38 | Dunkerque HGL         |
| 6 septembre 2022, 20h15  | Grand Besançon DHB         | 30 – 32 | Cesson Rennes MHB     |
| 6 septembre 2022, 20h30  | Valence Handball           | 20 – 37 | Montpellier Handball  |
| 6 septembre 2022, 20h30  | Billère Handball           | 26 – 36 | Saint-Raphaël VHB     |
| 6 septembre 2022, 20h30  | Strasbourg EHB             | 22 – 36 | Paris Saint-Germain   |
| 6 septembre 2022, 20h30  | Nancy Handball             | 26 – 27 | Sélestat AHB          |
| 6 septembre 2022, 20h30  | Caen Handball              | 29 – 40 | USAM Nîmes Gard       |
| 6 septembre 2022, 20h30  | Pontault-Combault Handball | 26 – 33 | Fenix Toulouse        |
| 6 septembre 2022, 20h30  | Tremblay Handball          | 24 – 36 | HBC Nantes            |
| 6 septembre 2022, 20h30  | Saran Loiret Handball      | 21 – 27 | Istres PH             |
| 6 septembre 2022, 20h30  | US Ivry (D1)               | 34 – 19 | JS Cherbourg (D2)     |
| 6 septembre 2022, 20h30  | Dijon MHB                  | 27 – 31 | Chambéry SMB HB       |
| 6 septembre 2022, 20h30  | Sarrebourg Moselle-Sud HB  | 26 – 33 | Pays d'Aix UC         |
| 6 septembre 2022, 20h30  | Villeurbanne HA            | 28 – 34 | US Créteil            |
| 12 septembre 2022, 20h00 | Frontignan Thau Handball   | 26 – 35 | Limoges Handball      |

Remarques :
- le match Cherbourg-Ivry s'est déroulé à Ivry du fait d'une indisponibilité de la salle Jean-Jaurès de Cherbourg.
- le match Frontignan-Limoges a été reporté en raison des intempéries qui ont frappé la région de Frontignan.
- tous les clubs de Proligue (D2) sont éliminés.

### Huitièmes de finale
| Date                    | Club recevant              | Score             | Club visiteur                     |
| ----------------------- | -------------------------- | ----------------- | --------------------------------- |
| 15 novembre 2022, 19h30 | Pays d'Aix UC              | 40 – 34           | Sélestat Alsace Handball          |
| 15 novembre 2022, 20h00 | Istres Provence Handball   | 21 – 32           | USAM Nîmes Gard                   |
| 15 novembre 2022, 20h00 | Saint-Raphaël Var Handball | 27 – 27 10 – 9tab | Fenix Toulouse Handball           |
| 15 novembre 2022, 20h00 | C' Chartres MHB            | 34 – 33           | Dunkerque Handball Grand Littoral |
| 15 novembre 2022, 20h00 | Paris Saint-Germain        | 31 – 30           | Chambéry SMB HB                   |
| 15 novembre 2022, 20h30 | Cesson Rennes MHB          | 25 – 29           | US Ivry                           |
| 16 novembre 2022, 20h00 | Limoges Handball           | 25 – 34           | Montpellier Handball              |
| 16 novembre 2022, 20h30 | US Créteil                 | 29 – 34           | HBC Nantes                        |

### Quarts de finale
| Date                  | Club recevant     | Score   | Club visiteur        | Rapport          |
| --------------------- | ----------------- | ------- | -------------------- | ---------------- |
| 3 février 2023, 20h00 | Pays d'Aix UC     | 38 – 34 | USAM Nîmes Gard      | Feuille de match |
| 3 février 2023, 20h00 | Saint-Raphaël VHB | 36 – 39 | Montpellier Handball | Feuille de match |
| 4 février 2023, 19h00 | C' Chartres MHB   | 35 – 37 | Paris Saint-Germain  | Feuille de match |
| 4 février 2023, 20h30 | HBC Nantes        | 35 – 26 | US Ivry              | Feuille de match |

### Demi-finales
Le tirage au sort a eu lieu le 15 février 2023 :
| Date                | Club recevant        | Score   | Club visiteur       | Rapport          |
| ------------------- | -------------------- | ------- | ------------------- | ---------------- |
| 4 avril 2023, 20h30 | Montpellier Handball | 33 – 20 | Paris Saint-Germain | Feuille de match |
| 5 avril 2023, 20h30 | HBC Nantes           | 37 – 24 | Pays d'Aix UC       | Feuille de match |

### Finale
La finale se déroule le 10 juin 2023 au Palais omnisports de Paris-Bercy (Accor Arena) et est nettement remportée par le HBC Nantes vainqueur d'un Montpellier Handball décevant :
| 10 juin 2023 20h30 | HBC Nantes       | 39 – 33   | Montpellier Handball | Accor Arena, Paris Arbitrage : Charlotte et Julie Bonaventura |
| 10 juin 2023 20h30 | Valero Rivera 11 | (21 – 17) | Julien Bos 9         | Accor Arena, Paris Arbitrage : Charlotte et Julie Bonaventura |
| 10 juin 2023 20h30 | ×1 ×2            | LNH       | ×5 ×1                | Accor Arena, Paris Arbitrage : Charlotte et Julie Bonaventura |

- Évolution du score : 4-4 (5e), 7-7 (10e), 9-10 (15e), 11-14 (20e), 14-17 (25e), 17-21 (MTe), 18-24 (35e), 23-25 (40e), 26-29 (45e), 28-30 (50e), 30-34 (55e), 33-39 (FIN).

### Autres finales
Conjointement avec cette Coupe de France nationale ont lieu les finales des Coupes de France départementale, régionale et féminine :
| Catégorie             | Date         | Club recevant                | Score   | Club visiteur    |
| --------------------- | ------------ | ---------------------------- | ------- | ---------------- |
| Finale départementale | 10 juin 2023 | Entente Cellois Louveciennes | 30 – 23 | HBC Grabels      |
| Finale régionale      | 10 juin 2023 | Sud Action Marseille         | 31 – 30 | Epernon handball |
| Finale féminine       | 10 juin 2023 | Metz Handball                | 37 – 24 | Paris 92         |